# Vilma Bánky
Vilma Bánky (Nagydorog, 9 januari 1901 - Los Angeles, 18 maart 1991) was een Amerikaans actrice, afkomstig uit Hongarije.

## Biografie
Toen producent Samuel Goldwyn in 1925 tijdens een reis verbleef in Boedapest, ontdekte hij de blonde Bánky. Hij bood haar een contract aan. Bánky accepteerde deze en vertrok kort daarna naar Amerika.
Bánky werd onmiddellijk bekend en geliefd bij het publiek en werd ook wel "The Hungarian Rhapsody" genoemd. Ze was tegenover Rudolph Valentino te zien in de legendarische stomme films The Eagle (1925) en The Son of the Sheik (1926). Ook was ze tegenover Ronald Colman te zien in verscheidene romantische films.
Bánky had veel sociale contacten binnen Hollywood. Ze had een hechte band met Valentino. Er gingen geruchten rond dat ze zelfs een affaire zouden hebben. Dit werd nooit bevestigd. Daarnaast was ze bevriend met Victor Varconi, Gloria Swanson, Lya De Putti, Lily Damita en Leatrice Joy.
Er werd geloofd dat de opkomst van de geluidsfilm gunstig zou zijn voor Bánky's carrière, vanwege haar Hongaarse accent. Echter, toen ze op 26 juni 1927 trouwde met Rod La Rocque, besloot Bánky haar filmcarrière op de achtergrond te zetten en zich te richten op een huisvrouw worden. In 1928 kondigde ze zelfs aan voor een paar jaar met pensioen te gaan. Bánky sprak met een zwaar Hongaars accent. Haar eerste sprekende film This is Heaven was geen succes. Haar volgende film A Lady to Love evenmin.  Haar laatste film werd in 1933 uitgebracht.
Bánky bleef met La Rocque getrouwd tot zijn dood op 15 oktober 1969. Ze kregen geen kinderen. Bánky stierf op 18 maart 1991 aan een hartstilstand. Bánky werd gecremeerd. Haar as werd verspreid over de zee.

## Filmografie
- 1925: The Dark Angel
- 1925: The Eagle
- 1926: The Son of the Sheik
- 1926: The Winning of Barbara Worth
- 1927: The Night of Love
- 1927: The Magic Flame
- 1928: Two Lovers
- 1928: The Awakening
- 1929: This Is Heaven
- 1930: A Lady to Love
- 1930: Die Sehnsucht jeder Frau
- 1933: The Rebel

- Biblioteca Nacional de España: XX1075346
- Bibliothèque nationale de France: cb17831151j (data)
- Gemeinsame Normdatei: 1031195645
- International Standard Name Identifier: 0000 0001 1477 6748
- Library of Congress Control Number: nr2001020601
- Nationale bibliotheek van Australië: 35624923
- Nationale Bibliotheek van Israël: 987007322905305171
- Nationale Bibliotheek van Polen: a0000003711444
- Nederlandse Thesaurus van Auteursnamen: 073782661
- SNAC: w6vh7kk2
- Système universitaire de documentation: 170437108
- Virtual International Authority File: 92932610
- WorldCat: E39PBJkMHYxJckYHkHRFKg48YP